# Pidlîpne, Konotop
Pidlîpne (în ucraineană Підлипне) este un sat în orașul regional Konotop din regiunea Sumî, Ucraina.

## Demografie
Componența lingvistică a localității Pidlîpne
     Ucraineană (96,81%)
     Rusă (2,81%)
     Alte limbi (0,23%)
Conform recensământului din 2001, majoritatea populației localității Pidlîpne era vorbitoare de ucraineană (96,81%), existând în minoritate și vorbitori de rusă (2,81%).